# Золотновець
Золотновець — струмок (річка) в Україні у Самбірському районі Львівської області. Ліва притока річки Дністра (басейн Дністра).

## Опис
Довжина струмка приблизно 5,52 км, найкоротша відстань між витоком і гирлом — 4,84  км, коефіцієнт звивистості річки — 1,14 . Формується багатьма гірськими струмками.

## Розташування
Бере початок на південно-західних схилах гори Яворнисько (800,5 м). Тече переважно на південний схід понад горами Горб (739,9 м) та Кічерка (724,3 м), через село Головецько і впадає у річку Дністер.